# Cawrdaf (roi)
Cawdraf (fl.  VIe siècle)  est un roi d'Ergyng.

## Contexte
Cawdraf ou  Caurdaf est réputé être le fils de Caradoc Freichfras bien qu'il soit mentionné dans une des triades galloises comme l'un des « Trois chefs officiers » de l'île de Bretagne, dans le récit le Le Songe de Rhonabwy (en) et qu'il soit considéré comme l'un des « quarante deux conseillers » du roi Arthur  on ne connait rien de ses exploits alors qu'il vivait à une époque de conflit permanents contre les anglo-saxons. Cawdral est le père de Medrawd, deux lignées patriarcales du Brycheiniog, Maenyrch, et Rhys Goch d'Ystrad Yw,  considèraient être issues de Caw ap Cawrdaf ap Caradog Freichfras.

## Sources
- (en) Peter Bartrum, A Welsh classical dictionary: people in history and legend up to about A.D. 1000, Aberystwyth, National Library of Wales, 1993, p. 129-130 CAWRDAF ap CARADOG FREICHFRAS. (500)
- (en) Mike Ashley, The Mammoth Book of British Kings and Queens (England, Scotland and Wales), Londres, Robinson, 1998 (ISBN 1841190969), p. 164 Caurdaf Ergyng. fl 570s ?
- (en) Timothy Venning The Kings & Queens of Wales Amberley Publishing, Stroud, 2013  (ISBN 9781445615776).